# Kemmerich (Lindlar)
Die Ortschaft Kemmerich ist ein Ortsteil der Gemeinde Lindlar, Oberbergischen Kreis im Regierungsbezirk Köln in Nordrhein-Westfalen (Deutschland). Sie liegt westlich von Lindlar.

## Geschichte
1413 wurde Kemmerich erstmals urkundlich erwähnt, und zwar als kemeryngen.
Die St.-Rochus-Kapelle in Kemmerich wurde 1668 unter Pastor Schockart zu Lindlar erbaut und 1808 sowie 1810 erweitert und umgebaut. 1876 wurde an der Kapelle ein neoromanischer Turm angebaut. 1882 wurde von Franz Spicher für 150 Mark eine Glocke angeschafft.
1923 erhielt Kemmerich Anschluss an das öffentliche Elektrizitätsnetz.

## Sehenswürdigkeiten
- St.-Rochus-Kapelle[2]
- sieben Fußfälle aus den Jahren 1815/16
- Im Ort und am Hahnenzell zwei Wegekreuze aus dem 19. Jahrhundert
- Baudenkmal Kemmerich 65 – Fachwerkhof mit zugehöriger Scheune

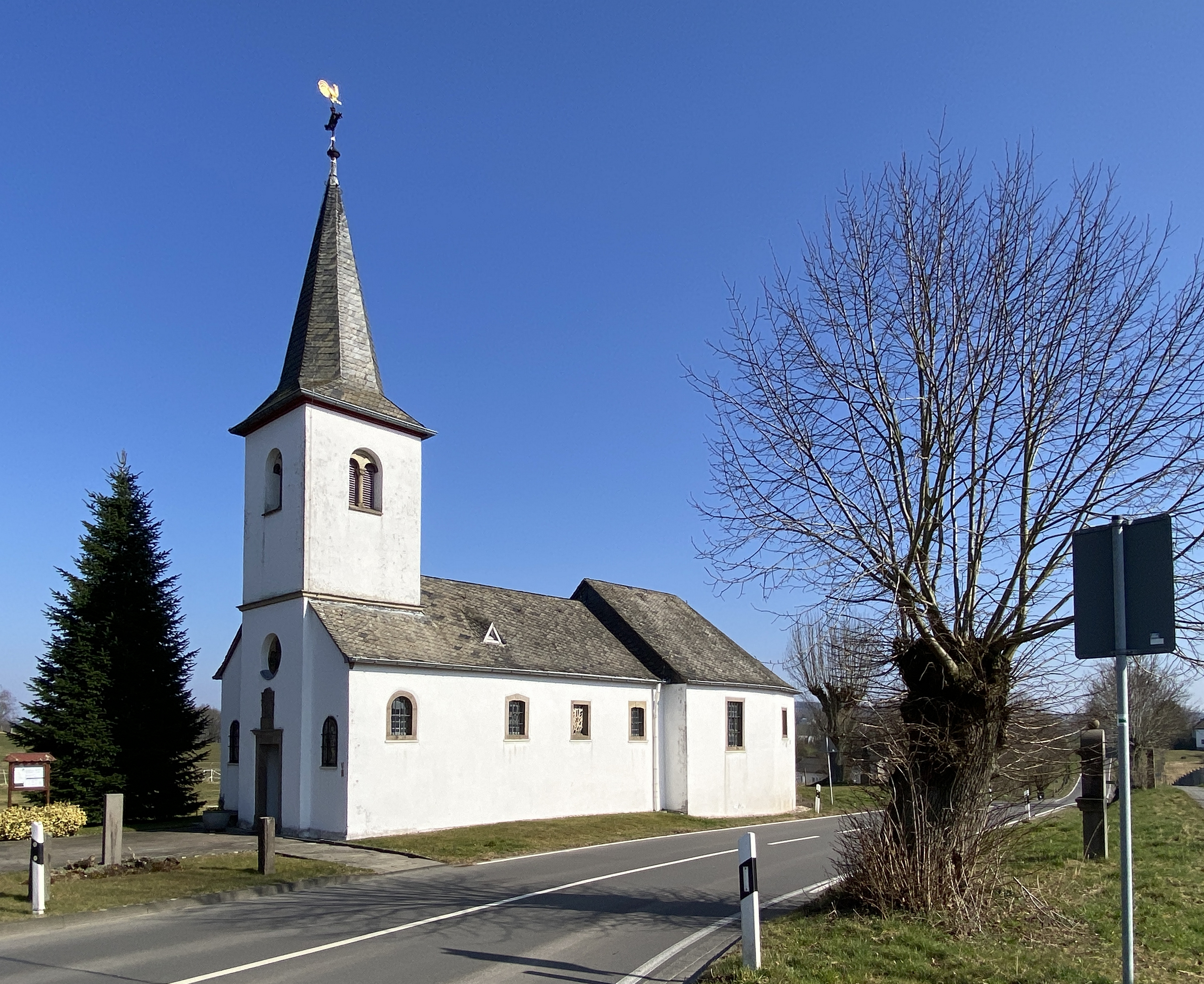
St.-Rochus-Kapelle
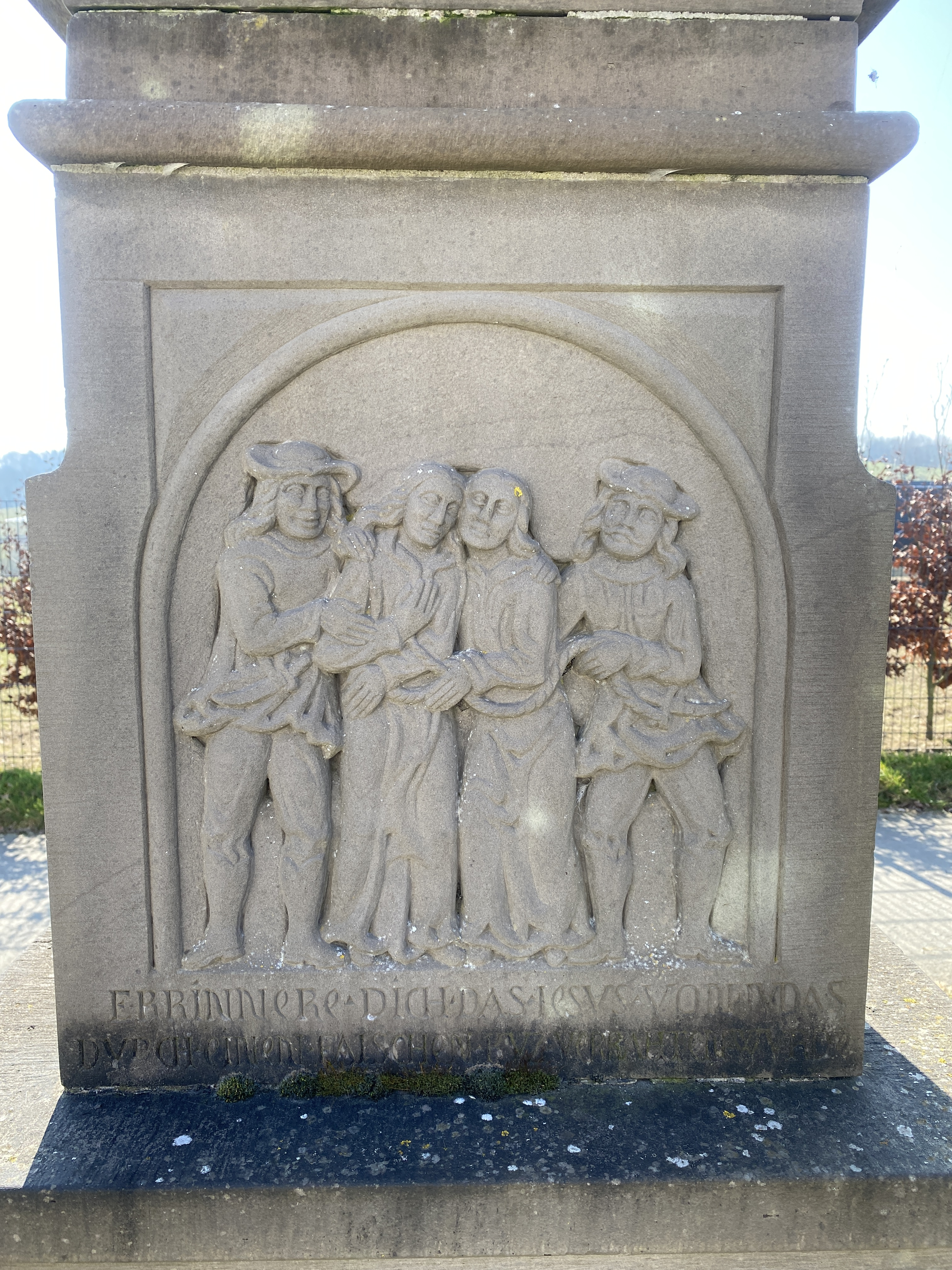
Relief an dem Fußfall südl. der Rochuskapelle
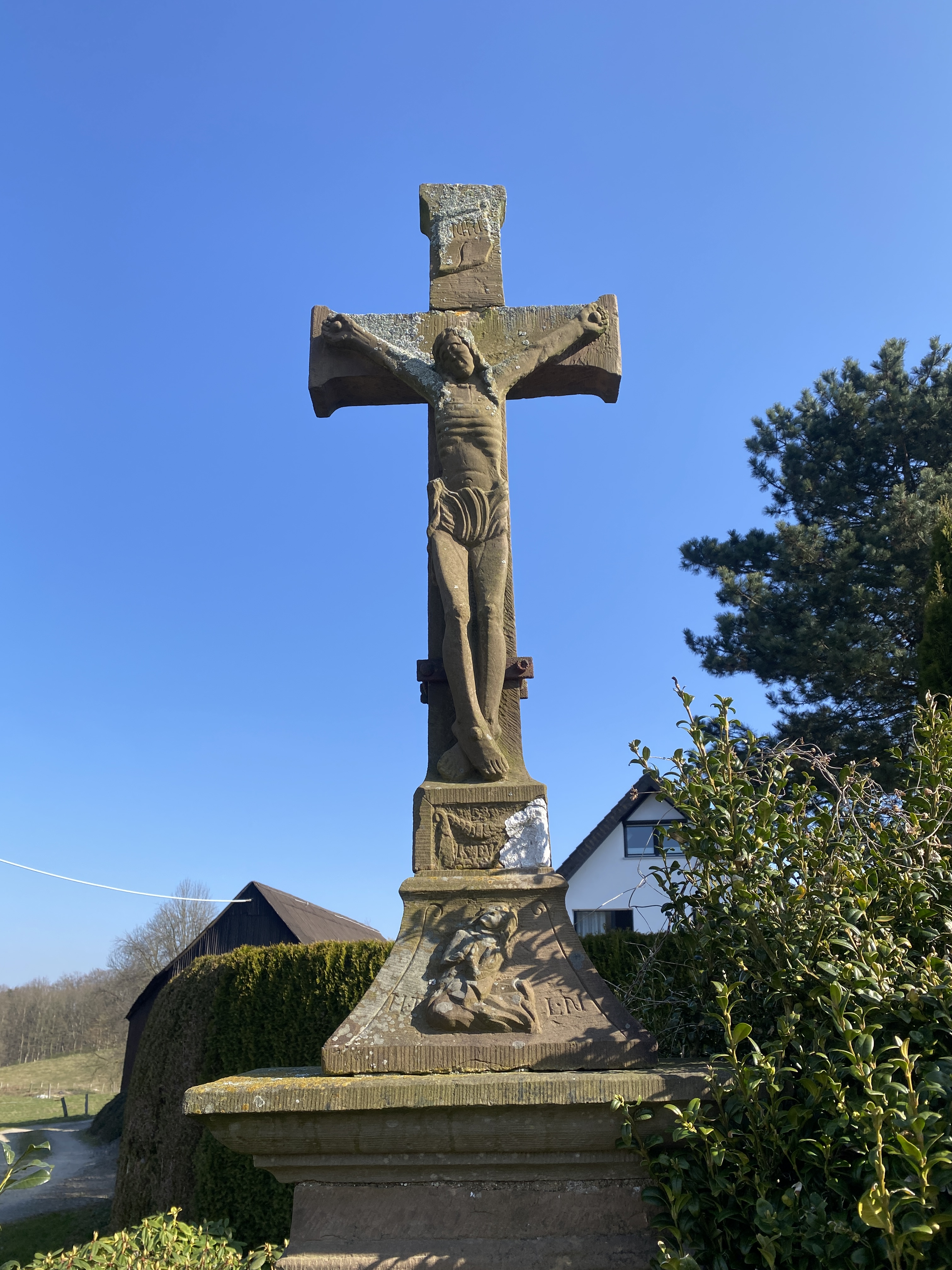
Wegekreuz an der Bushaltestelle
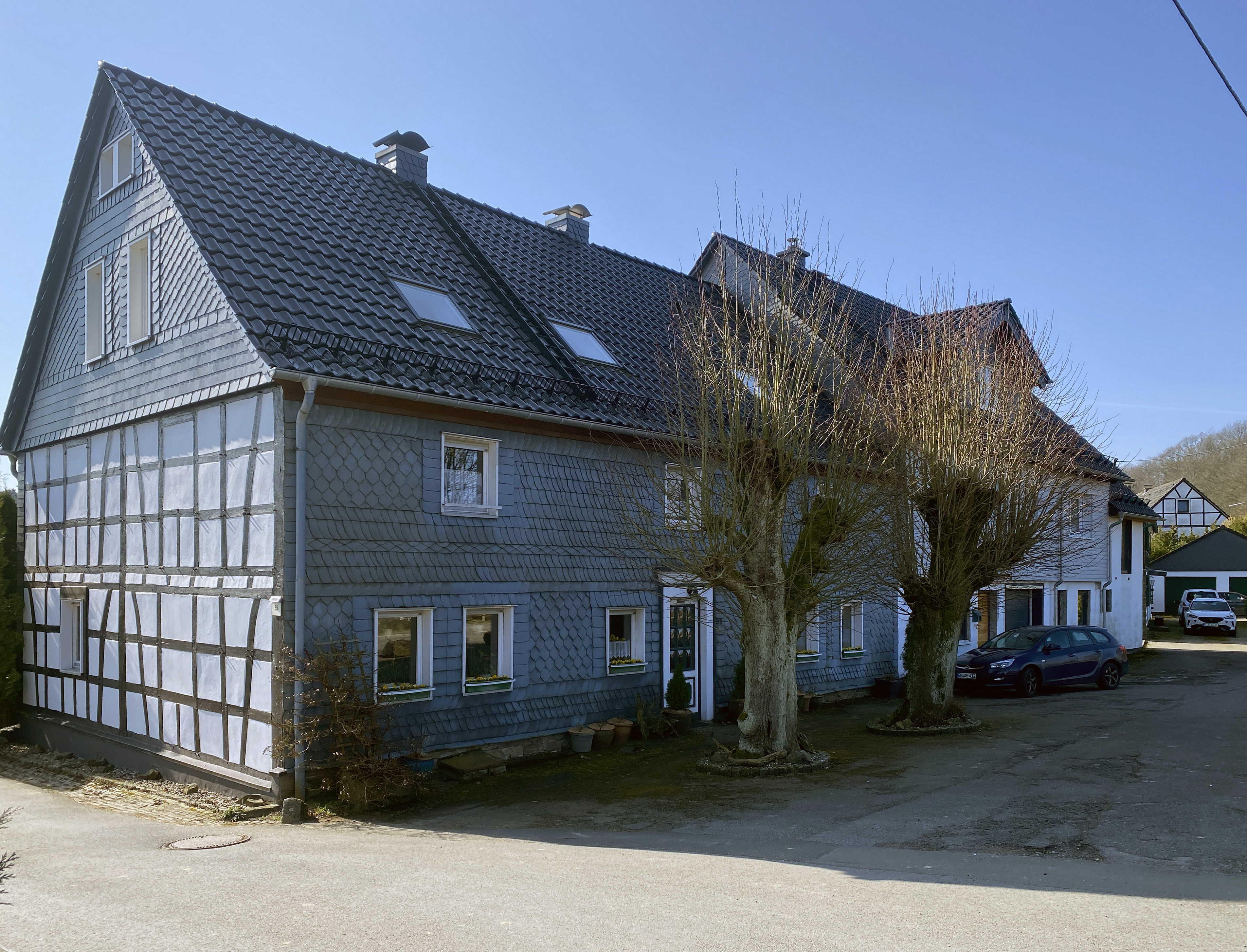
Bebauung an der Ortseinfahrt von der K 24
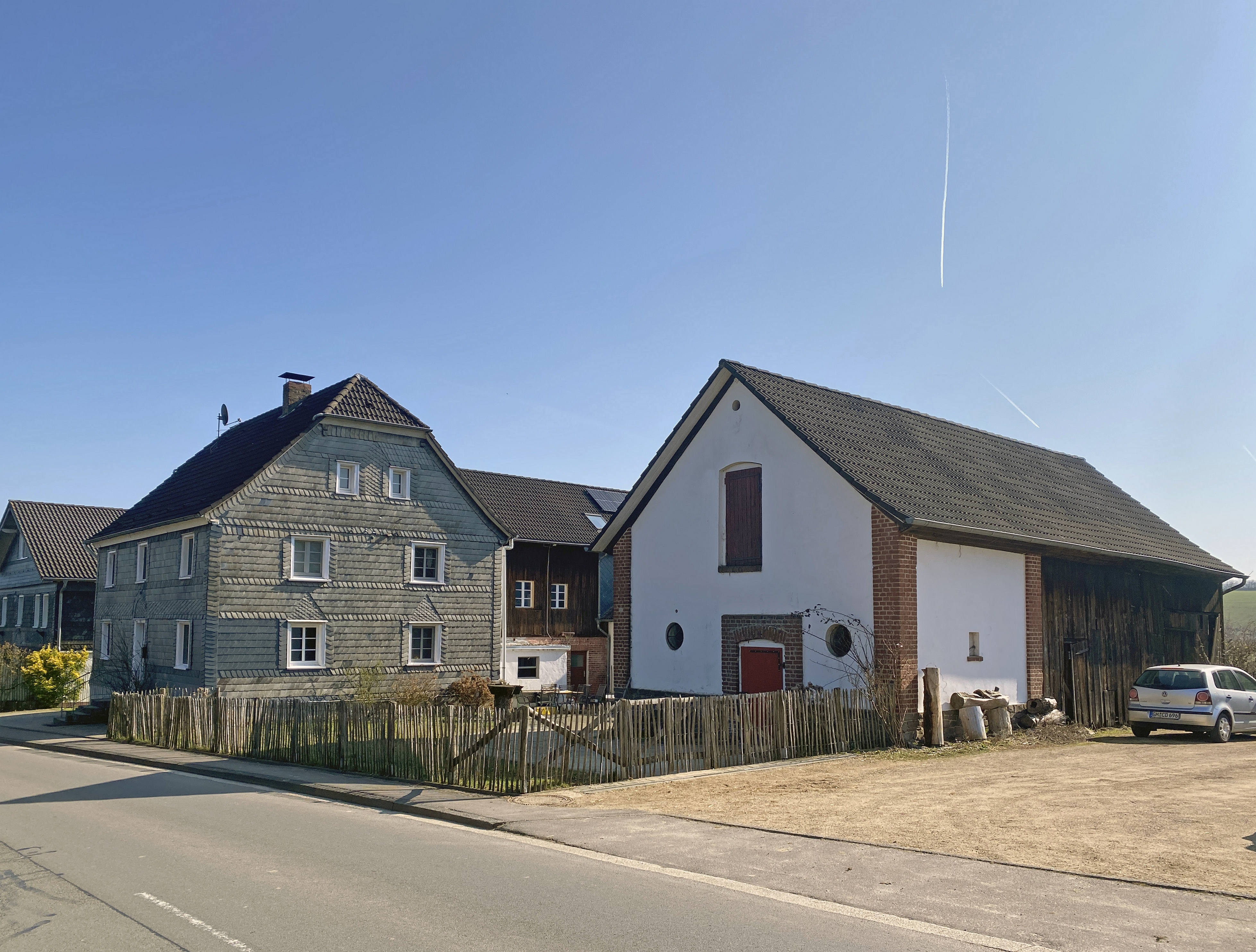
Fachwerkhof und Scheune – Kemmerich 65
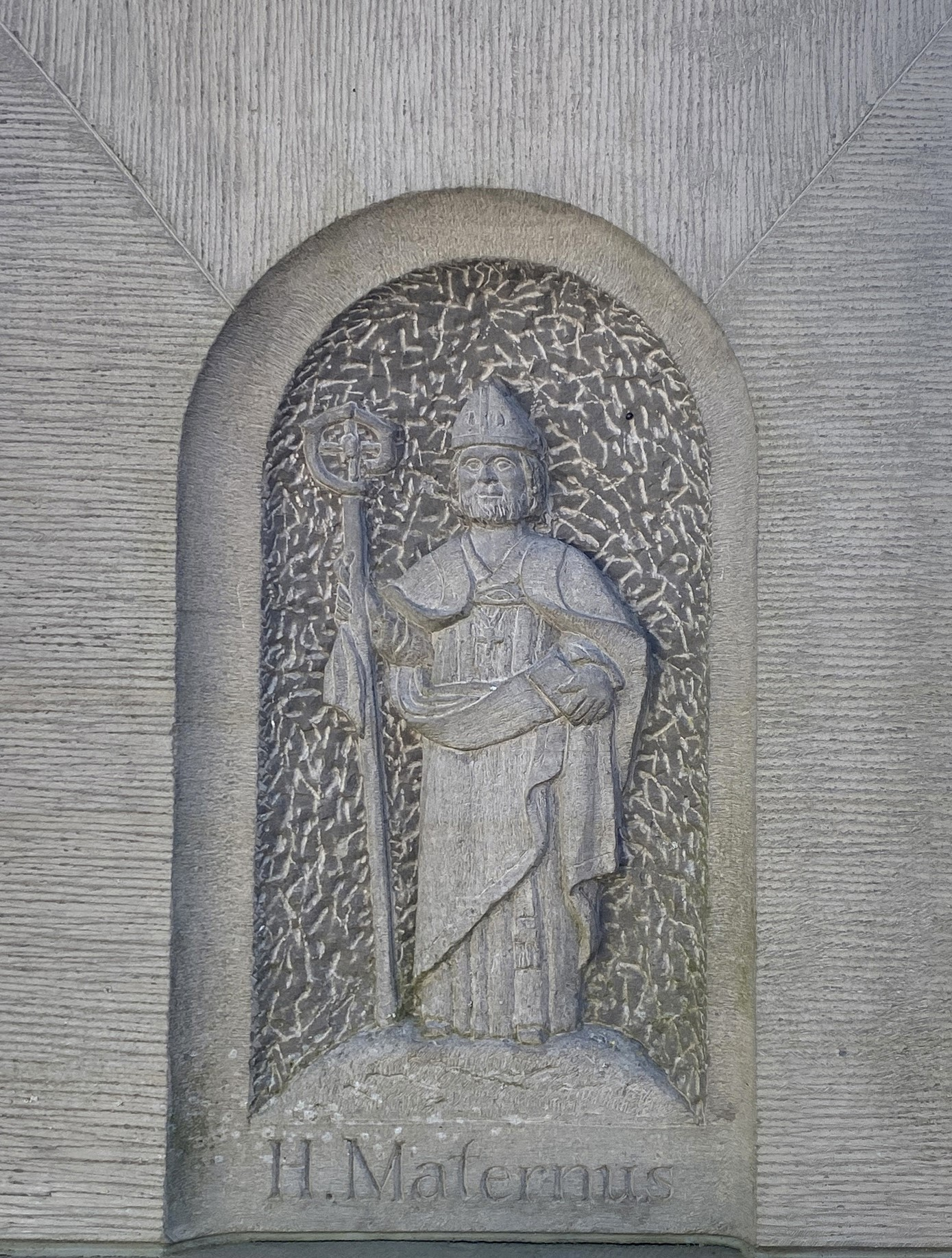
Relief im Hofkreuz Kemmerich 29
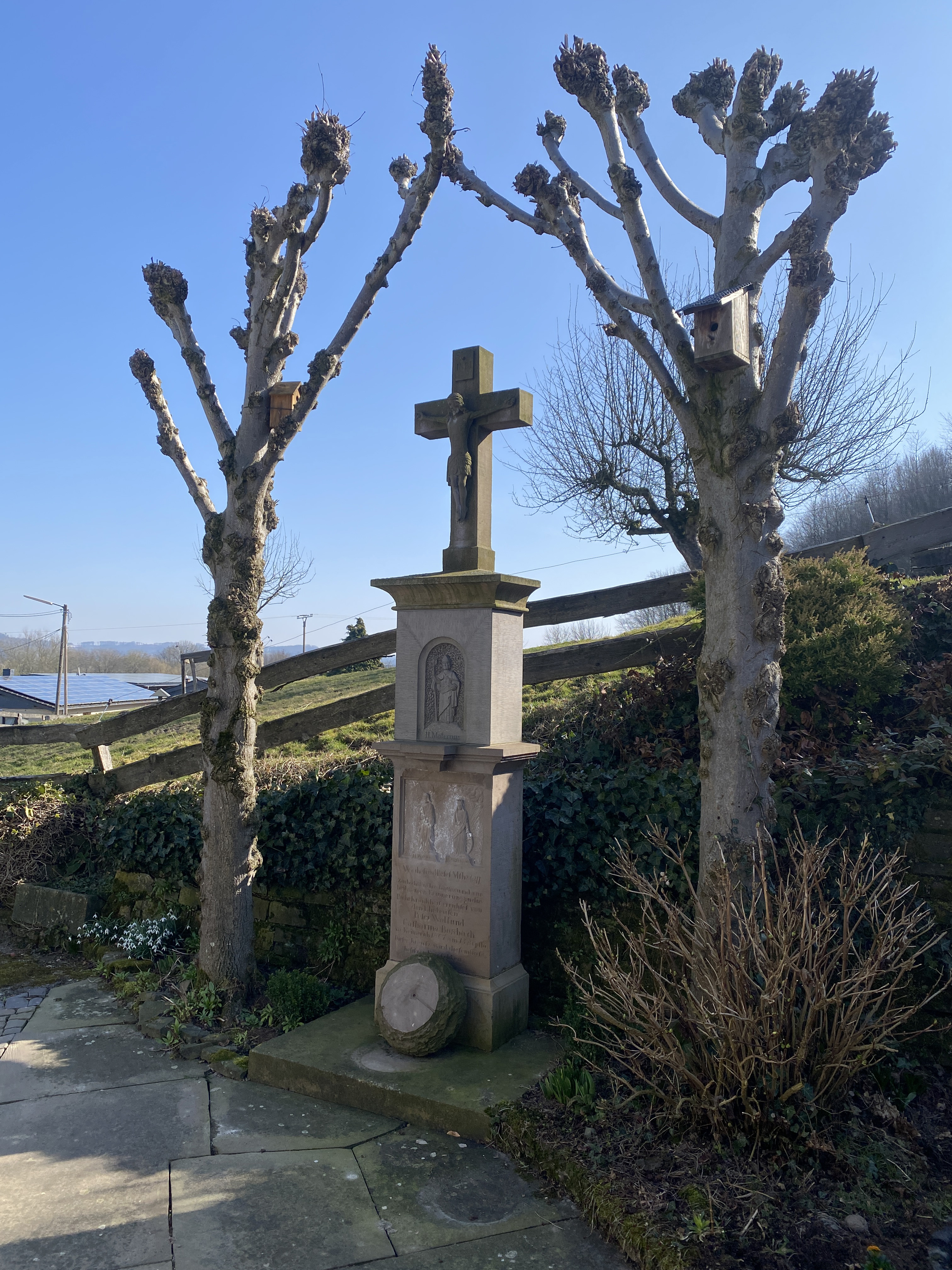
Hofkreuz Kemmerich 29

## Busverbindungen
Haltestelle Kemmerich:
- 401 Industriegebiet Klause – Lindlar – Waldbruch – Schmitzhöhe – Hommerich – Kürten Schulzentrum (KWS, Schulbus)
- 421 Lindlar – Immekeppel – Moitzfeld – Bensberg (RVK)